# Hybridkabel
Et hybridkabel er et kabel, som blander forskellige kabeltyper. Kabeltyperne kan være lysledere, parsnoede kabler, koaksialkabler osv. Kombinationen af lysledere og koaksialkabler kaldes Hybrid Fiber Coaxial, HFC.
Et kabel, som f.eks. består af to forskellige typer lysledere, som f.eks. multi-mode fiber og single-mode fiber, kaldes også et hybridkabel.
F.eks. er TDC i gang med at rulle et hybridkabel ud til danske husstande, der består at parsnoede kabler og multi-mode fiber.